# Province de Juliers-Clèves-Berg
Ne doit pas être confondu avec Duchés unis de Juliers-Clèves-Berg.

La province de Juliers-Clèves-Berg (en rouge), le royaume de Prusse (en bleu).

La province de Juliers-Clèves-Berg (en allemand : Großherzogtum Provinz Jülich-Kleve-Berg) est une province du royaume de Prusse qui existe de 1815 à 1822, et dont le chef-lieu est Cologne.
La province de Juliers-Clèves-Berg recouvre les territoires suivants :
- la majeure partie de duché de Juliers (en allemand : Herzogtum Jülich) ;
- le duché de Clèves (en allemand : Herzogtum Kleve) ;
- le duché de Berg (en allemand : Herzogtum Berg) ;
- des parties de l'ancien duché de Gueldre (en allemand : Herzogtums Geldern) ;
- des parties de l'ancienne principauté de Moers (de) (en allemand : Fürstentum Moers) ;
- des parties de l'ancienne principauté électorale de Cologne (en allemand : Kurfürstentum Köln) ;
- l'ancienne ville impériale libre de Cologne (en allemand : Freie Reichsstadt Köln).

## Historique
La province de Juliers-Clèves-Berg est créée en 1815 par démembrement du grand-duché de Berg, à la suite de la chute du Premier Empire. 
Avant les conquêtes napoléoniennes, le duché de Clèves a fait partie de l'État prussien depuis 1609.
Le 22 juin 1822, la province de Juliers-Clèves-Berg fusionne avec le grand-duché du Bas-Rhin pour former la province de Rhénanie.

## Administration
La province de Juliers-Clèves-Berg est divisée en trois districts (en allemand : Regierungsbezirke), subdivisés en arrondissements (en allemand : Kreise).

### District de Düsseldorf

#### Arrondissements (jusqu'en 1819)
- Arrondissement de Düsseldorf (de)
- Arrondissement d'Elberfeld (de)
- Arrondissement d'Essen
- Arrondissement de Gladbach
- Arrondissement de Grevenbroich (de)
- Arrondissement de Krefeld (de)
- Arrondissement de Lennep
- Arrondissement de Mettmann
- Arrondissement de Neuss
- Arrondissement d'Opladen (de)
- Arrondissement de Solingen

### District de Clèves

#### Arrondissements
- Arrondissement de Clèves
- Arrondissement de Dinslaken (de)
- Arrondissement de Gueldre (de)
- Arrondissement de Kempen
- Arrondissement de Rees (de)
- Arrondissement de Rheinberg (de)

### District de Cologne

#### Arrondissements (jusqu'en 1820)
- Arrondissement de Bergheim-sur-l'Erft (de)
- Arrondissement de Bonn (de)
- Arrondissement de Cologne (de)
- Arrondissement de Lechenich (de)
- Arrondissement de Mülheim-sur-le-Rhin (de)
- Arrondissement de Rheinbach (de)
- Arrondissement de la Sieg (de)
- Arrondissement d'Uckerath (de)
- Arrondissement de Waldbröl (de)
- Arrondissement de Wipperfürth (de)